# D.D.D.
Pour les articles homonymes, voir DDD.
Singles de Kumi Kōda
Birthday Eve
(2005) Shake It Up
(2005)
D.D.D. est le 21e single de Kumi Kōda sorti sous le label Rhythm Zone le 21 décembre 2005 au Japon. Il atteint la 5e place du classement de l'Oricon. Il se vend à 42 548 exemplaires la première semaine, et reste classé pendant 5 semaines, pour un total de 48 036 exemplaires vendus. D.D.D. est le 3e single d'une série de 12, un nouveau sort chaque semaine pendant 12 semaines. Sur chaque pochette de ses différents singles, Kumi porte une robe traditionnelle d'un pays; pour D.D.D. c'est la Grande-Bretagne.
D.D.D. est l'abréviation de Diamond Diamond Diamond; D.D.D. a été utilisé comme campagne publicitaire pour Suzuki, pour la revente du MW de Chevrolet de 2006 à 2007.  D.D.D. se trouve sur la compilation Best: Second Session.

## Liste des titres
Toutes les paroles sont écrites par SOULHEAD.
| 1. | D.D.D. feat.SOULHEAD                | Octopussy | 4:12 |
| 2. | D.D.D. feat.SOULHEAD (instrumental) | Octopussy | 4:10 |